# Slot (gruppo musicale)
Gli Slot (in russo Слот) sono un gruppo musicale nu metal russo, formatosi a Mosca nel 2002.
La band ha pubblicato sette album, di cui uno, Break the Code, per l'Inghilterra. La band è sotto contratto con la casa produttrice M2.

## Storia
Gli Slot sono stati formati dal leader e cantante Igor Lobanov e dal chitarrista Sergey Bogolyubsky nel 2002 a Mosca. Nel 2003 hanno realizzato il loro album di debutto SLOT1 sotto contratto con la casa discografica Mistery of Sound. Il loro video di debutto Odni (Одни) fu spesso mandato in onda su MTV e altri canali maggiori per oltre sei mesi. L'album ha venduto oltre diecimila copie in tutto il mondo. Nonostante il loro successo iniziale, la cantante Teona Dolnikova lascia la band nel 2004 per concentrarsi in una carriera da solista.
Uliana Elina, vincitrice nel 2005 del RAMP Awards Best Vocal of the Year, divenne la nuova cantante donna degli Slot dal 2004 al 2006. Gli Slot si esibirono assieme ai Korn al Palazzo del ghiaccio di San Pietroburgo e all'MSA di Mosca nel 2006.
Il gruppo ha anche composto numerose colonne sonore per film come Day Watch, Pirate, Bumer' e Hunting for Piranha. Sono anche apparsi in compilation come Nashestvie, Scang Fest e Rock Watch.
Nell'estate del 2006 gli Slot hanno aperto la loro pagina Myspace per ricevere costanti richieste da fan da tutto il mondo. Nel primo mese la band ha ricevuto oltre 1000 visite e oltre 20,000 ascolti nel Myspace player. Gli Slot hanno anche aperto una pagina su Facebook ed un canale YouTube.
Nell'autunno del 2006, la band ha realizzato il loro secondo album intitolato 2 Wars (2 войны), preceduto dal singolo omonimo. Il video del brano fu mandato in onda in diverse stazioni televisive nazionali (MTV Russia, Muz-TV, A-One, O2TV e Music Box). L'album ha venduto oltre ottomila copie nella prime dodici settimane dalla pubblicazione.
In seguito al grande successo del loro secondo album, la band fu nominata nuovamente per il prestigioso RAMP Awards in quattro categorie. Gli Slot furono la band che ricevette più nominations nel 2006. Vinsero il premio Hit of the Year. 2 Wars venne nuovamente registrato e pubblicato nel 2007 con la nuova cantante Daria Stavrovich.
Sono andati in tournée con band russe come Animal JazZ e The Dolphin. Si sono anche esibiti con gruppi di fama internazionale come Korn, Clawfinger, e Samael. Nel 2007 suonarono insieme ad Aria al RAMP Awards. La band sbarcò poi, nella primavera del 2007, nella regione baltica per un tour di cinquanta giorni durante il quale più di cinquantamila fans li hanno supportati.
Nel 2007 realizzarono il loro terzo e anticipato album Trinity (Тринити). Il video musicale del primo singolo Dead Stars (Мёртвые Звёзды) fu pubblicato su internet e stazioni televisive nazionali.
Il 19 settembre del 2009, gli Slot realizzarono il loro quarto album 4ever, il quale ebbe attenzioni non solo dalla Russia ma anche da stati come Regno Unito, Stati Uniti, e Canada. Nel marzo del 2010, gli Slot realizzarono il loro primo singolo inglese, Mirrors (Зеркала). Il singolo fu accompagnato da un video sia in russo sia in inglese e così la band trovò numerosi nuovi fan che precedentemente non avevano mai conosciuto la band. Nell'aprile del 2010, il gruppo realizzò il loro primo maxi-singolo inglese intitolato, Mirrors. Questo singolo verrà poi incluso in una edizione con brani rimasterizzati come Mirrors, Dead Stars, e My Angel.
Nel 2011 gli Slot realizzano Break the Code, il loro album di debutto in inglese. È stato pubblicato il 23 agosto.

## Discografia

### Album in studio
- 2003 – SLOT1
- 2006 – 2Wars
- 2007 – Trinity
- 2009 – 4ever
- 2011 – Break the Code
- 2011 – F5
- 2013 – Šestoj
- 2016 – Septima
- 2018 – 200 kVt
- 2021 – Instinkt vyživanija

### Raccolte
- 2010 – The Best of...
- 2017 – 15 (The Best of)
- 2020 – In da chaos. Re-play
- 2022 – Dva raznych XX. The Best

### EP
- 2010 – Mirrors
- 2015 – Boj!
- 2025 – Restavracija

### Singoli
- 2003 – Odin
- 2006 – 2 vojny
- 2007 – Mërtvye zvëzdy
- 2007 – Triniti
- 2008 – Oni ubili Kenni
- 2009 – Alfa-Romeo + Beta-Džul'etta
- 2009 – AngelOk
- 2009 – A.N.I.M.E.
- 2010 – Doska
- 2010 – Zerkala
- 2010 – Lego
- 2011 – Kill Me Baby One More Time
- 2011 – Sumerki
- 2012 – Odinokie ljudi
- 2013 – Angel ili demon
- 2013 – Pokoleno
- 2014 – Stěkla revoljucii
- 2015 – Sila pritjaženija
- 2015 – Močit, kak chočet!
- 2015 – Strach i agressija
- 2016 – Krugi na vode
- 2017 – Drevnerusskaja duša (con Nejromonach Feofan)
- 2018 – Na Mars!
- 2018 – Kukuška
- 2019 – Moskva
- 2020 – Stadija gneva
- 2022 – Zlo
- 2024 – S.M.G.O.
- 2024 – Majak
- 2025 – Oldboj (con Murakami)
- 2025 – Obet molčanija

## Formazione
- Daria Stavrovich – voce
- Igor Lobanov – voce
- Sergey Bogolyubsky - chitarra
- Nikita Simonov – basso
- Kirill Kachanov – batteria